# چنسلرزویل (ویرجینیا)
چنسلرزویل (به انگلیسی: Chancellorsville) یک منطقهٔ مسکونی در ایالات متحده آمریکا است که در شهرستان اسپوت‌سیلوانیا، ویرجینیا واقع شده‌است.